# Lijst van personen overleden in augustus 2017
Dit is een lijst van bekende personen die zijn overleden in augustus 2017.

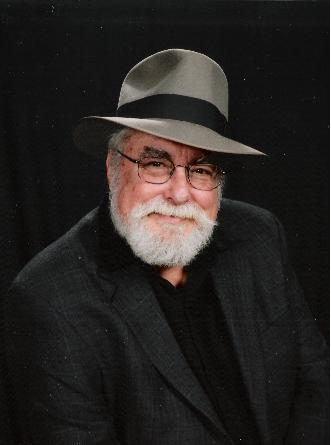
Jim Marrs
2 augustus

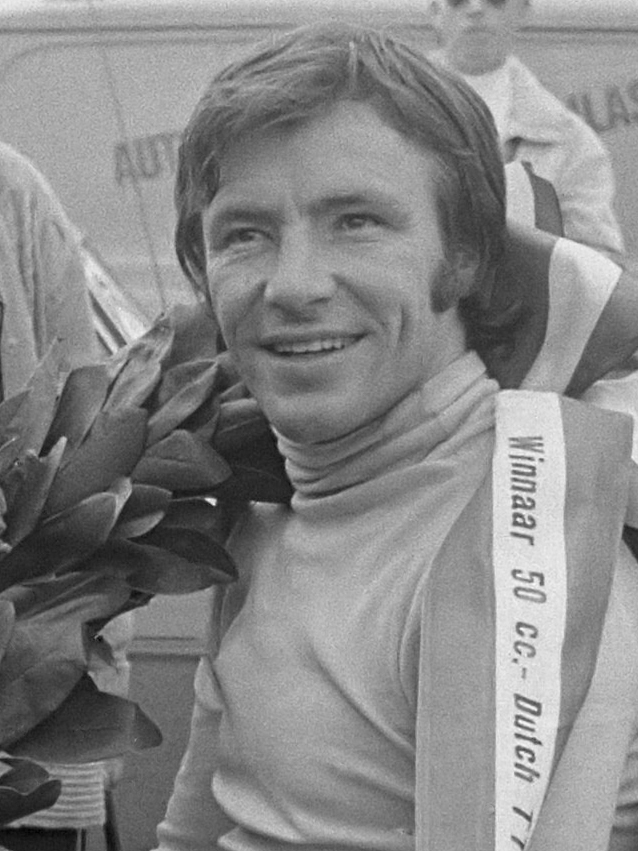
Ángel Nieto
3 augustus

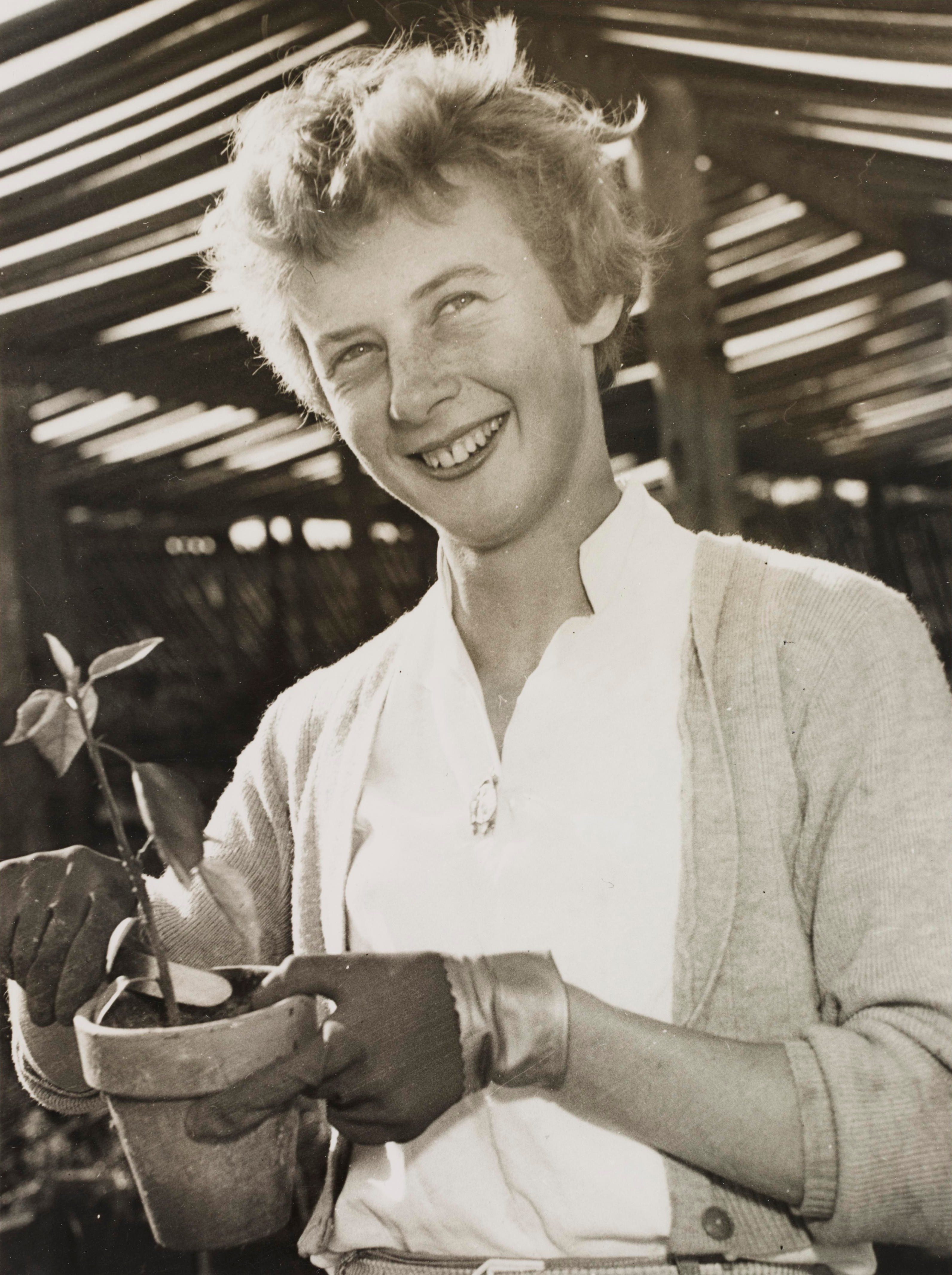
Betty Cuthbert
6 augustus

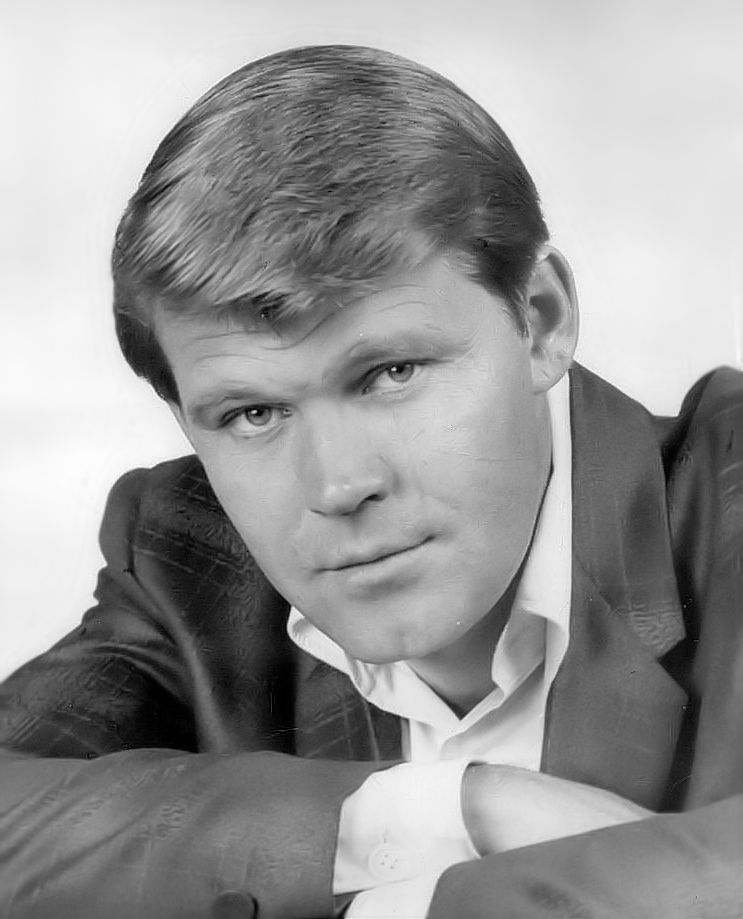
Glen Campbell
8 augustus

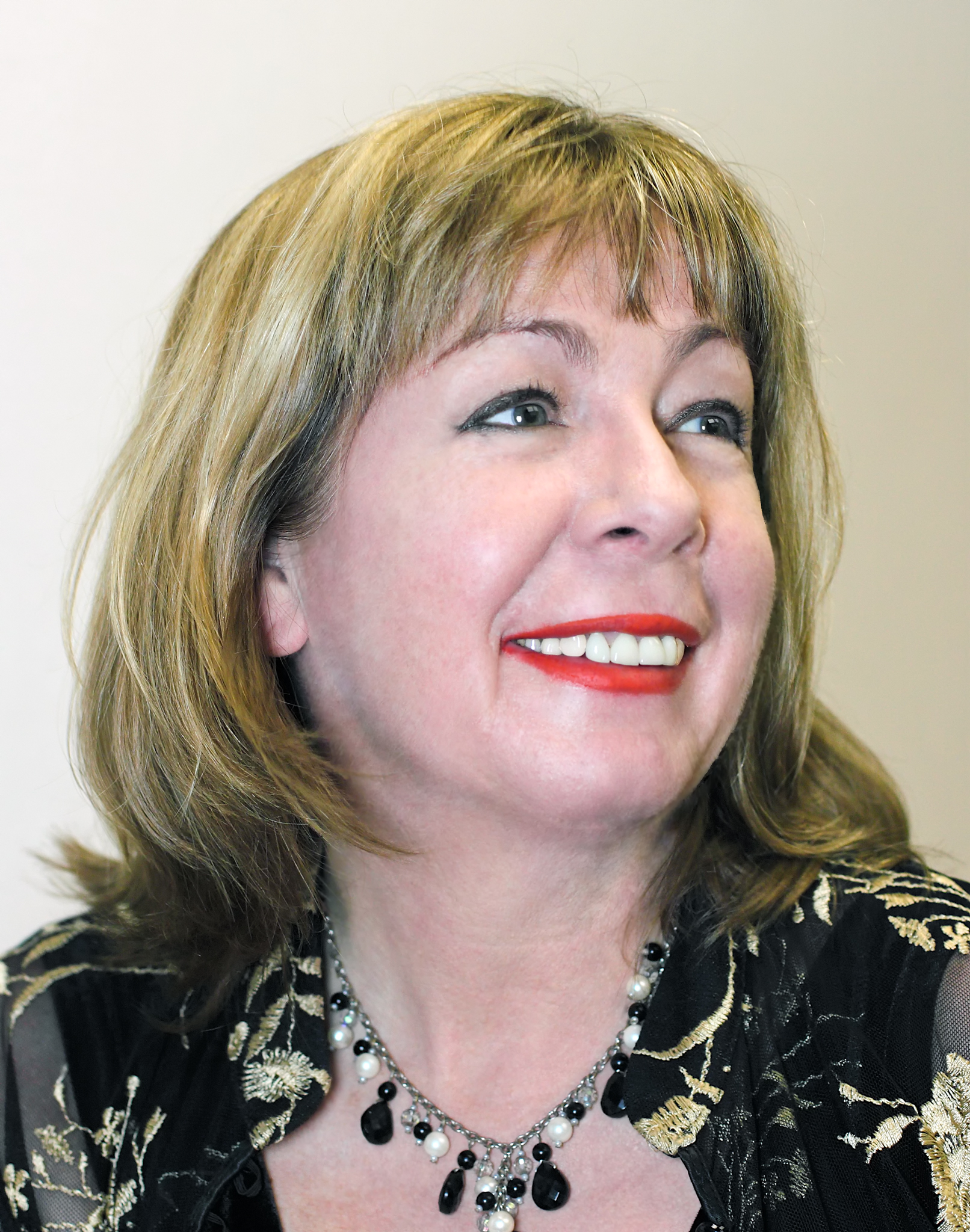
Janet Seidel
8 augustus

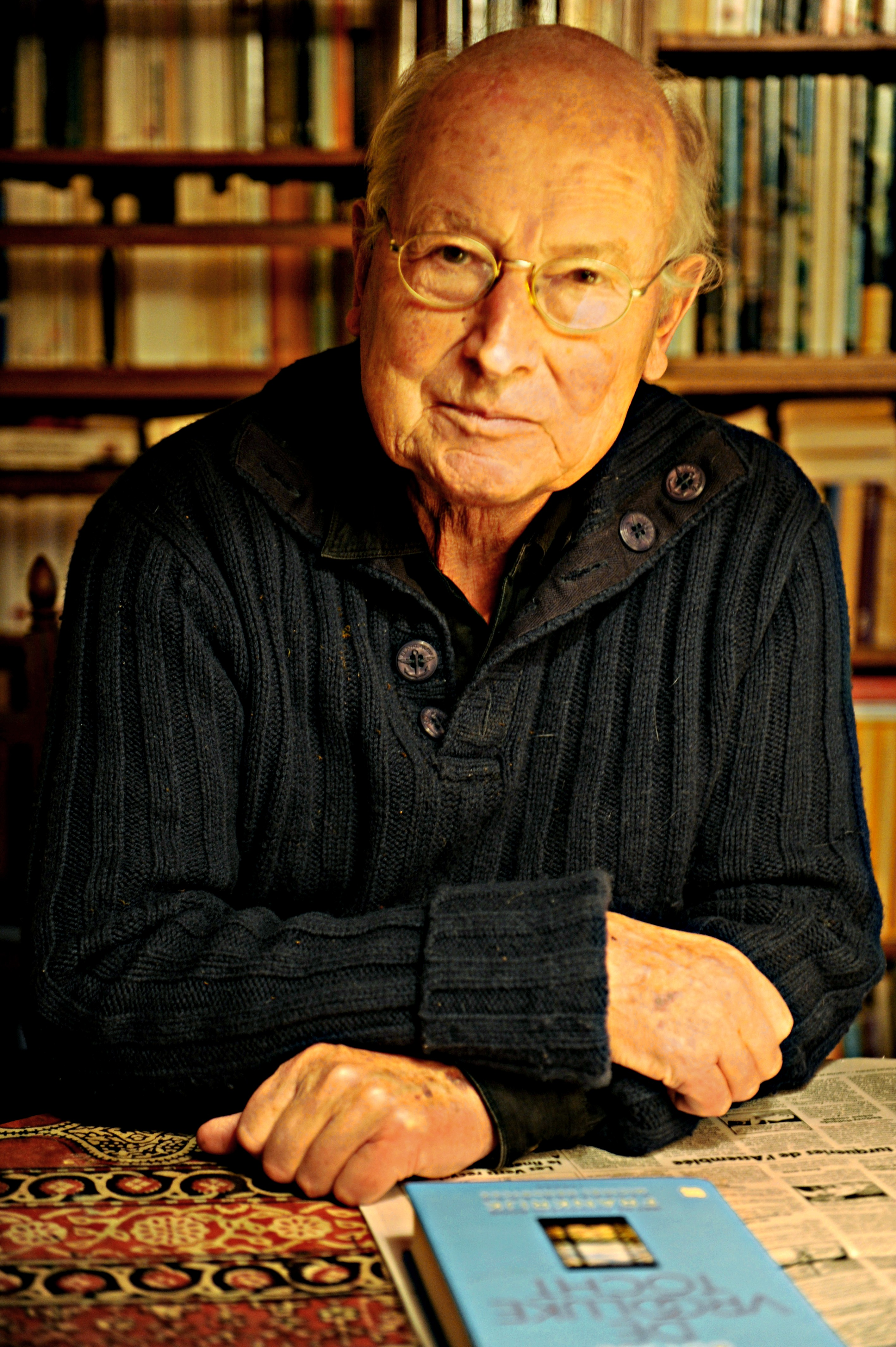
Rudolf Bakker
18 augustus

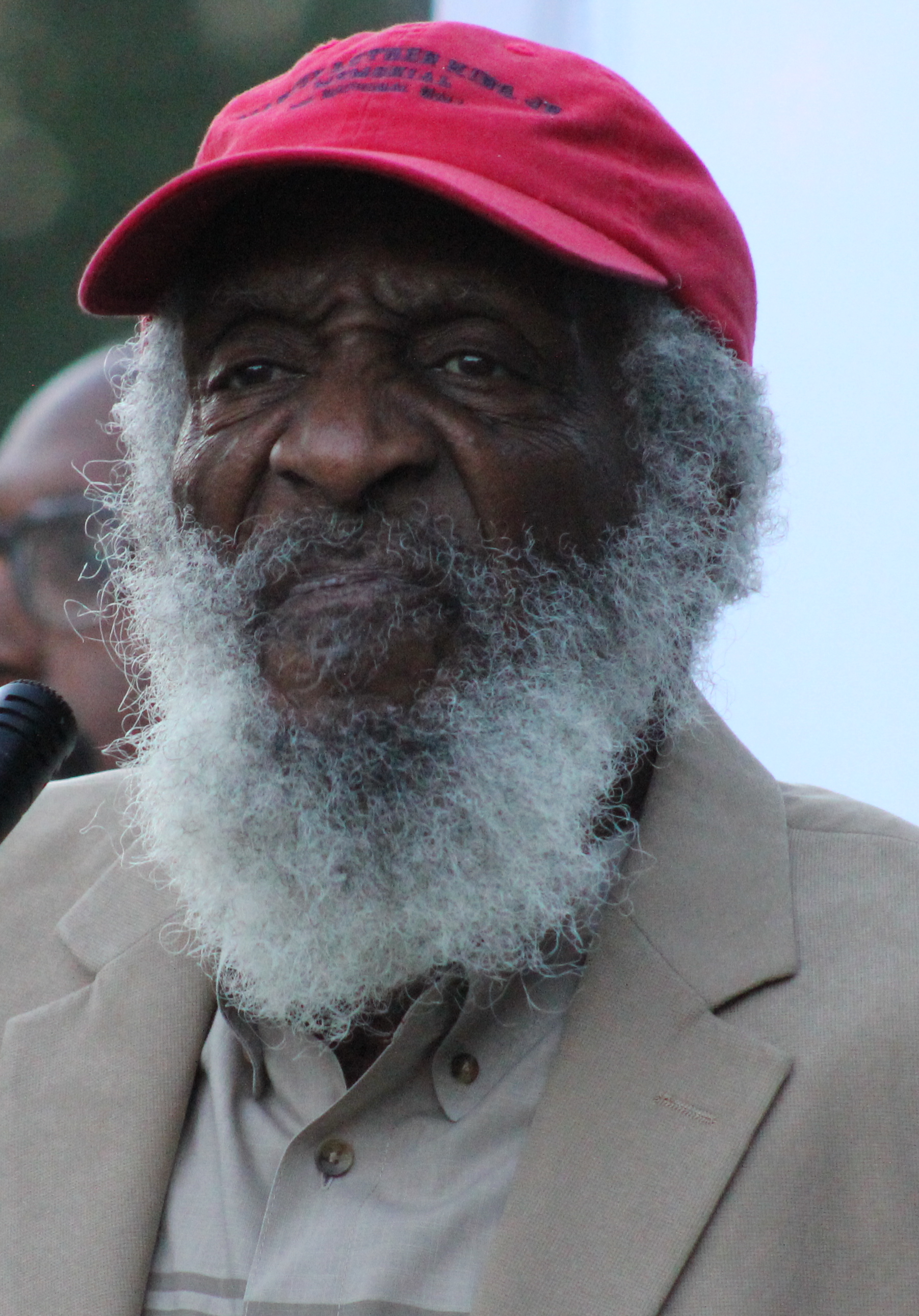
Dick Gregory
19 augustus

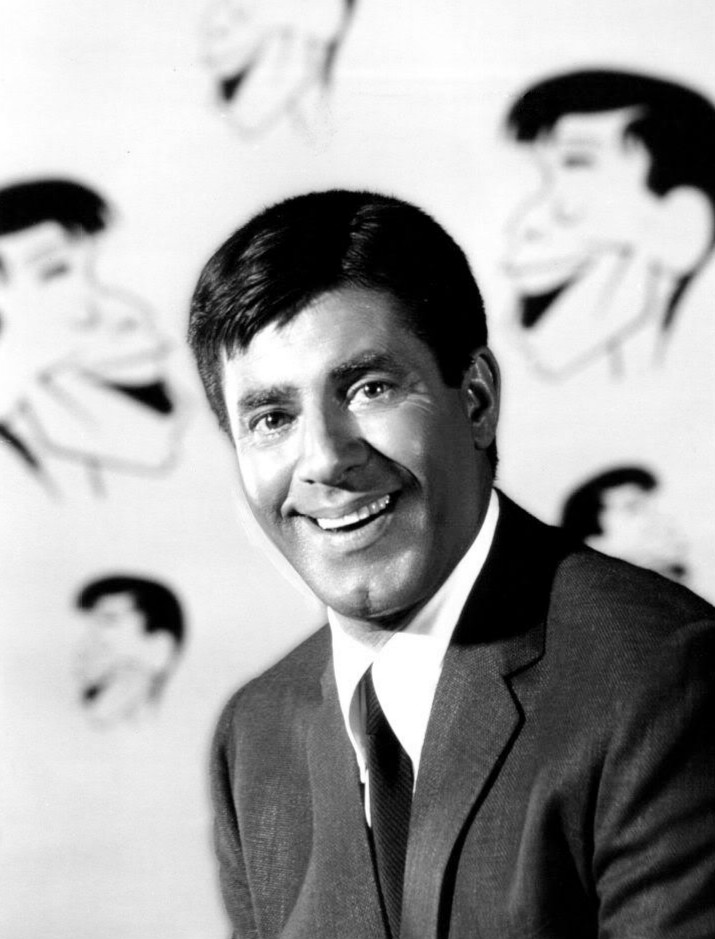
Jerry Lewis
20 augustus

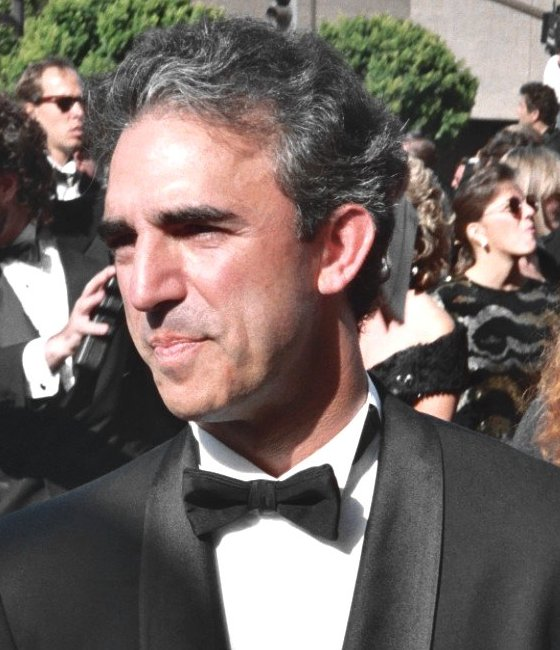
Jay Thomas
24 augustus

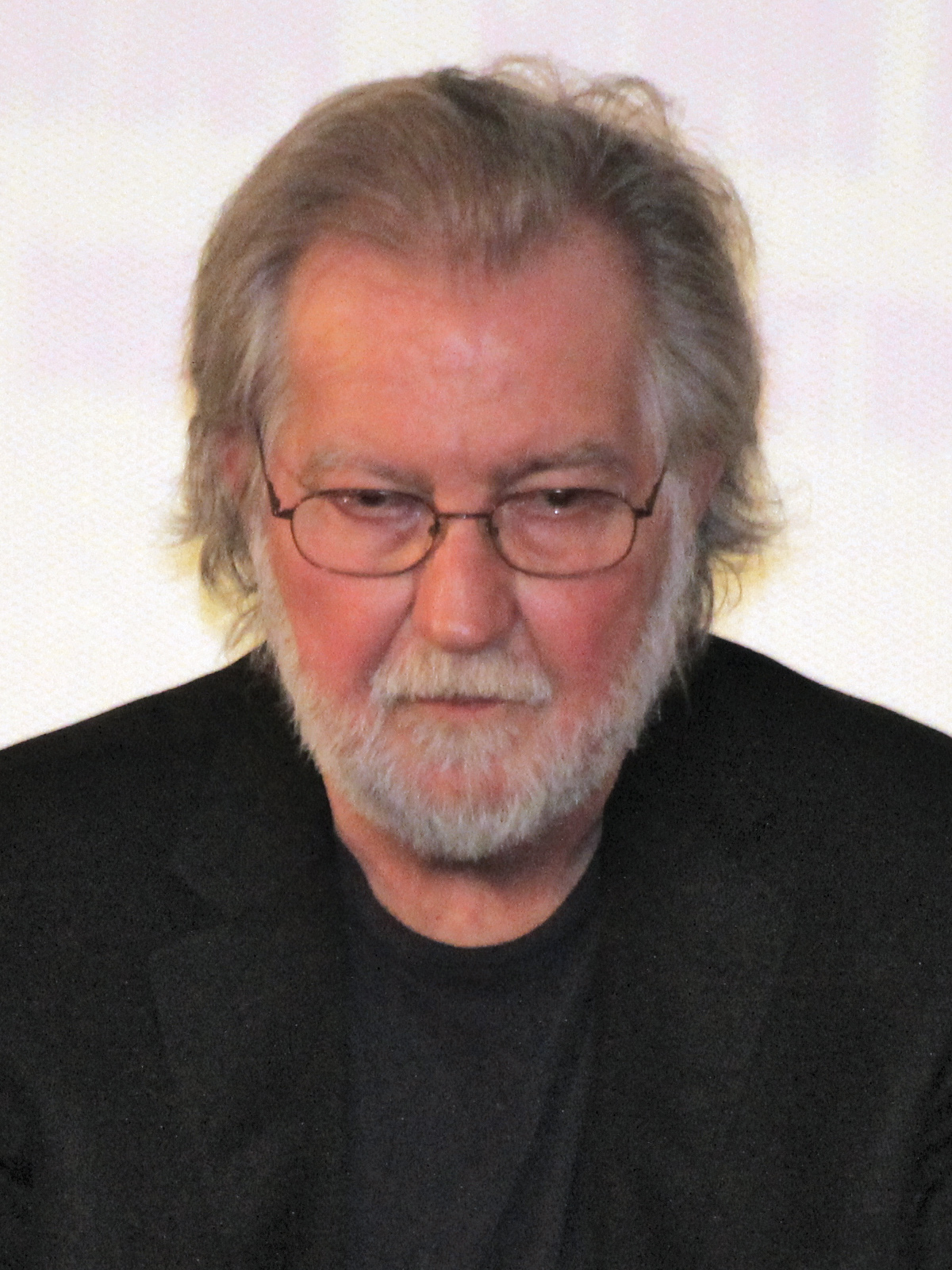
Tobe Hooper
26 augustus

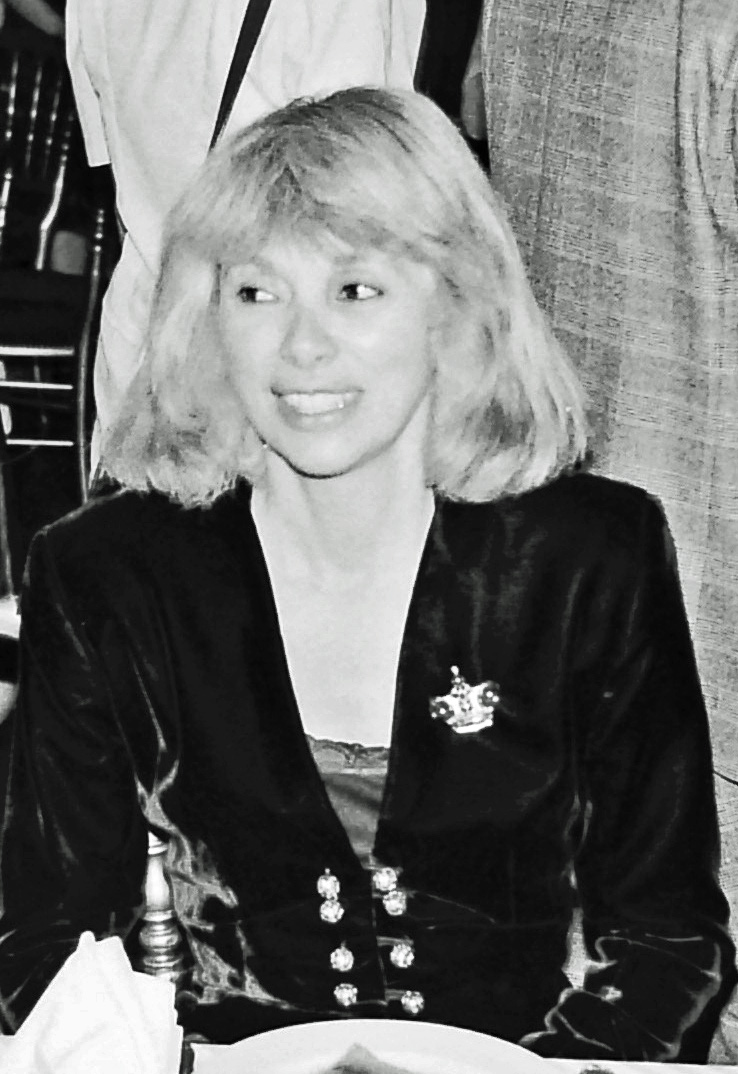
Mireille Darc
28 augustus

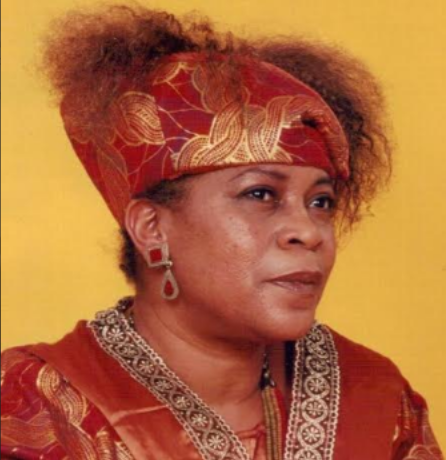
Novella Nelson
31 augustus

| 1 | 2 | 3 | 4 | 5 | 6 | 7 | 8 | 9 | 10 | 11 | 12 | 13 | 14 | 15 | 16 | 17 | 18 | 19 | 20 | 21 | 22 | 23 | 24 | 25 | 26 | 27 | 28 | 29 | 30 | 31 |
| - | - | - | - | - | - | - | - | - | -- | -- | -- | -- | -- | -- | -- | -- | -- | -- | -- | -- | -- | -- | -- | -- | -- | -- | -- | -- | -- | -- |

### 1 augustus
- Jeff Brotman (74), Amerikaans ondernemer[1]
- Jérôme Golmard (43), Frans tennisser[2]
- Goldy McJohn (72), Canadees muzikant[3]
- Kees Sorgdrager (80), Nederlands journalist[4]

### 2 augustus
- Daniel Licht (60), Amerikaans musicus en filmcomponist[5]
- Judith Jones (93), Amerikaans uitgeefster[6]
- Jim Marrs (73), Amerikaans journalist en auteur[7]

### 3 augustus
- Giovanni Benedetti (100), Italiaans bisschop[8]
- Ty Hardin (87), Amerikaans acteur[9]
- Robert Hardy (91), Brits acteur[10]
- Ángel Nieto (70), Spaans motorcoureur[11]

### 4 augustus
- Luiz Melodia (66), Braziliaans zanger[12]
- Vilko Ovsenik (88), Sloveens componist en klarinettist[13]
- Guido Scagliarini (102), Italiaans autocoureur en ondernemer[14]

### 5 augustus
- Roy Lunn (92), Brits-Amerikaans auto-ontwerper[15]
- Christian Millau (88), Frans journalist en gastronomiekenner[16]
- Dionigi Tettamanzi (83), Italiaans kardinaal[17]
- Mark White (77), Amerikaans politicus[18]
- Ernst Zündel (78), Duits Holocaustontkenner[19]

### 6 augustus
- Nicole Bricq (70), Frans politica[20]
- Betty Cuthbert (79), Australisch atlete[21]

### 7 augustus
- David Maslanka (73), Amerikaans componist[22]
- Haruo Nakajima (88), Japans acteur[23]
- Boy Swachten (59), Nederlands burgemeester[24]
- Jan Westerbeek (88), Nederlands voetballer[25]

### 8 augustus
- Glen Campbell (81), Amerikaans zanger en gitarist[26]
- Barbara Cook (89), Amerikaans actrice en zangeres[27]
- Peter Hoet (76), Nederlands voetballer[28]
- Willem van de Moosdijk (91), Nederlands crimineel[29]
- Pēteris Plakidis (70), Lets componist en pianist[30]
- Rius (83), Mexicaans illustrator en schrijver[31]
- Gonzague Saint Bris (69), Frans schrijver en journalist[32]
- Janet Seidel (62), Australisch jazzzangeres en pianiste[33]
- Jorge Zorreguieta (89), Argentijns politicus[34]

### 9 augustus
- Bert Janssen (71), Nederlands burgemeester[35]

### 10 augustus
- Ruth Pfau (87), Duits arts en missiezuster[36]

### 11 augustus
- Richard Gordon (95), Brits arts en auteur[37]
- Yisrael Kristal (113), oudste man van Israël en de wereld[38]
- Terele Pávez (78), Spaans actrice[39]

### 12 augustus
- Zdravko Hebel (74), Joegoslavisch waterpolospeler[40]

### 13 augustus
- Joseph Bologna (82), Amerikaans acteur[41]

### 14 augustus
- Stephen Wooldridge (39), Australisch baanwielrenner[42]

### 15 augustus
- Gunnar Birkets (92), Lets-Amerikaans architect[43]

### 16 augustus
- Willem van den Berg (83), Nederlands hoogleraar[44]
- Jan Leliveld (61), Nederlands zanger[45]
- Noni Lichtveld (88), Nederlands illustratrice en schrijfster[46]
- Jon Shepodd (91), Amerikaans acteur[47]
- Paul Wagtmans (90), Nederlands politicus[48]

### 17 augustus
- Sonny Landham (76), Amerikaans acteur[49]
- Fadwa Suleiman (47), Syrisch actrice en activiste[50]

### 18 augustus
- Pertti Alaja (65), Fins voetbaldoelman en voorzitter van de Finse voetbalbond[51]
- Rudolf Bakker (87), Nederlands journalist en schrijver[52]
- Bruce Forsyth (89), Brits entertainer en presentator[53]
- Vicente Iturat (89), Spaans wielrenner[54]
- Sergio Zaniboni (80), Italiaans stripauteur[55]

### 19 augustus
- Brian Aldiss (92), Brits schrijver[56]
- Jaap Bax (91), Nederlands sportverslaggever en bestuurder[57]
- Gérard Férey (76), Frans scheikundige[58]
- Karl Otto Götz (103), Duits kunstschilder[59]
- Dick Gregory (84), Amerikaans komiek, acteur en mensenrechtactivist[60]
- Bea Wain (100), Amerikaans zangeres[61]

### 20 augustus
- Margot Hielscher (97), Duits zangeres en filmactrice[62]
- Jerry Lewis (91), Amerikaans acteur, regisseur en komiek[63]
- Colin Meads (81), Nieuw-Zeelands rugbyspeler, -coach en -manager[64]
- Seija Simola (72), Fins zangeres[65]
- Velitsjko Tsjolakov (35), Bulgaars gewichtheffer[66]

### 21 augustus
- Réjean Ducharme (76), Canadees schrijver[67]
- Thomas Meehan (88), Amerikaans schrijver[68]
- Michel Plessix (57), Frans striptekenaar[69]
- Bajram Rexhepi (63), Kosovaars-Albanees politicus[70]

### 22 augustus
- John Abercrombie (72), Amerikaans jazzgitarist, componist en bandleider[71]
- Alain Berberian (63), Frans regisseur en scenarist[72]
- Tony de Brum (72), politicus uit de Marshalleilanden[73]
- Aloys Kontarsky (86), Duits pianist[74]

### 23 augustus
- Tjitze Baarda (85), Nederlands theoloog[75]
- Carla Brünott (79), Nederlandse activiste[76]
- Mike Hennessey (89), Brits muziekjournalist[77]
- Engelbert Jarek (82), Pools voetballer[78]
- George Oetelmans (72), Nederlands voetbalscheidsrechter[79]
- Alexandra Terlouw-van Hulst (82), Nederlands schrijfster[80]
- Susan Vreeland (71), Amerikaans schrijfster[81]

### 24 augustus
- Cecil Andrus (85), Amerikaans politicus[82]
- Jay Thomas (69), Amerikaans acteur, komiek en radiopresentator[83]

### 25 augustus
- Enzo Dara (78), Italiaans operazanger[84]
- Plopatou (78), Nederlands dichter, kunstschilder en fotograaf[85]

### 26 augustus
- Tobe Hooper (74), Amerikaans filmregisseur[86]

### 27 augustus
- Hans Lucke (90), Duits acteur,schrijver en regisseur[87]
- José Maria Pires (98), Braziliaans rooms-katholiek aartsbisschop[88]
- Ebrahim Yazdi (85), Iraans politicus en diplomaat[89]

### 28 augustus
- Melissa Bell (53), Amerikaans zangeres[90]
- Mireille Darc (79), Frans actrice[91]
- Tsutomu Hata (82), Japans politicus[92]
- Ronny Pansa (57), Surinaams politicus[93]
- David Torrence (31), Amerikaans-Peruviaans atleet[94]
- Jilles Vermaat (71), Nederlands darter[95]

### 29 augustus
- Jeroen Buve (81), Nederlands filosoof[96]
- Janine Charrat (93), Frans ballerina[97]
- Angélique Duchemin (26), Frans boksster[98]
- Henk Jager (84), Nederlands burgemeester[99]
- Károly Makk (91), Hongaars filmmaker en regisseur[100]
- David Tang (63), Hongkongs zakenman[101]

### 30 augustus
- Marjorie Boulton (93), Brits schrijfster en dichteres[102]
- Louise Hay (90), Amerikaans schrijfster[103]

### 31 augustus
- Richard Anderson (91), Amerikaans acteur[104]
- Peter Elverding (68), Nederlands bestuurder[105]
- Egon Günther (90), Duits filmregisseur en schrijver[106]
- Dirk Hafemeister (59), Duits springruiter en olympisch kampioen[107]
- Novella Nelson (78), Amerikaans actrice en zangeres[108]

januari ·
februari ·
maart ·
april ·
mei ·
juni ·
juli ·
augustus ·
september ·
oktober ·
november ·
december
1900 ·
1901 ·
1902 ·
1903 ·
1904 ·
1905 ·
1906 ·
1907 ·
1908 ·
1909 ·
1910 ·
1911 ·
1912 ·
1913 ·
1914 ·
1915 ·
1916 ·
1917 ·
1918 ·
1919 ·
1920 ·
1921 ·
1922 ·
1923 ·
1924 ·
1925 ·
1926 ·
1927 ·
1928 ·
1929 ·
1930 ·
1931 ·
1932 ·
1933 ·
1934 ·
1935 ·
1936 ·
1937 ·
1938 ·
1939 ·
1940 ·
1941 ·
1942 ·
1943 ·
1944 ·
1945 ·
1946 ·
1947 ·
1948 ·
1949 ·
1950 ·
1951 ·
1952 ·
1953 ·
1954 ·
1955 ·
1956 ·
1957 ·
1958 ·
1959 ·
1960 ·
1961 ·
1962 ·
1963 ·
1964 ·
1965 ·
1966 ·
1967 ·
1968 ·
1969 ·
1970 ·
1971 ·
1972 ·
1973 ·
1974 ·
1975 ·
1976 ·
1977 ·
1978 ·
1979 ·
1980 ·
1981 ·
1982 ·
1983 ·
1984 ·
1985 ·
1986 ·
1987 ·
1988 ·
1989 ·
1990 ·
1991 ·
1992 ·
1993 ·
1994 ·
1995 ·
1996 ·
1997 ·
1998 ·
1999 ·
2000 ·
2001 ·
2002 ·
2003 ·
2004 ·
2005 ·
2006 ·
2007 ·
2008 ·
2009 ·
2010 ·
2011 ·
2012 ·
2013 ·
2014 ·
2015 ·
2016 ·
2017 ·
2018 ·
2019 ·
2020 ·
2021 ·
2022 ·
2023 ·
2024 ·
2025